# Bobby Murray (bluesman)
Bobby Murray (Nagoya, 9 de junio de 1953) es un músico estadounidense de blues eléctrico, compositor y productor nacido en Japón]. Tocó con la banda de Etta James por más de veinte años. Participó en tres álbumes premiados con el Grammy, dos con Etta y uno con B. B. King y ha realizado cuatro álbum en solitario. En 2011, la Sociedad del Blues de Detroit le otorgó un premio por su trayectoria musical.

## Discografía

### Álbumes[1]
| Año  | Título                         | Sello de grabación        |
| ---- | ------------------------------ | ------------------------- |
| 1996 | The Blues is Now               | Viceroots Records         |
| 1999 | Waiting for Mr. Goodfingers... | No Cover Productions      |
| 2006 | Live & Lowdown!                | No Cover Productions      |
| 2013 | I'm Stickin With You           | Motorcitykidz Productions |